# Canihual
Canihual es un pequeño sector mapuche entre Tirúa, comuna a la que pertenece, y Quidico en la provincia de Arauco, junto a la cordillera de Nahuelbuta, en la Región del Biobío (Chile). La localidad fue fundada en la década de 1870.
Según el censo de 2002, cuenta con 58 habitantes. Es conocido por el pintor Santos Chávez, quien se hizo famoso por sus obras en litografía, xilografía y grabados en madera, entre otras técnicas, dedicadas en su mayoría al campo y, sobre todo, a su tierra natal, reconocidas en Europa. En su homenaje, hoy en Canihual existe una escuela con el nombre de Santos Chávez Alister.
- Datos: Q5561593